# Daiki Hašimoto
Daiki Hašimoto (japonsky 橋本 大輝; * 7. srpna 2001) je japonský sportovní gymnasta, trojnásobný olympijský vítěz a čtyřnásobný mistr světa. 
Na mistrovstvích světa získal v letech 2019 až 2023 deset medailí, čtyři zlaté, pět stříbrných a jednu bronzovou.
S gymnastikou začal v šesti letech po vzoru svých dvou starších bratrů. Jeho sportovním vzorem je krajan Kóhei Učimura.